# Natán (hijo de David)
Natán, en otras transcripciones como Nathan (hebreo: נתן Nāṯān «Él ha dado», posiblemente diminutivo de נתנאל Nāṯān'Ēl «Dado por Dios») era el tercero de los cuatro hijos del rey David y Betsabé en Jerusalén. Según 2 Samuel 5:14-16, Betsabé dio a luz a Simea/Samúa, Sobab, Natán y Salomón. 
En el Nuevo Testamento, la genealogía de Jesús según el Evangelio de Lucas traza el linaje de Jesús hasta el rey David a través de la línea de Natán, aunque según el Evangelio de Mateo traza el linaje a través de Salomón. Una explicación convencional, a partir de la época de Juan Damasceno, es que Natán es el antepasado de María (madre de Jesús), mientras que Salomón es antepasado del marido de María, José. Otra explicación es que José fue adoptado, por tanto posee dos genealogías, una biológica y otra adoptiva, puesto que varios textos antiguos identifican al padre de María como Joaquín.
También se menciona a Natán como el hijo de David en II Samuel 05:14, y I Crónicas 3:05 y 14:04.